# Sandyford
Sandyford (iriska: Áth an Ghainimh) är en förort till Dublin. Här finns en företagspark där bland annat Microsoft och Vodafone har sina huvudkontor.